# Texananus hosanus
Texananus hosanus är en insektsart som beskrevs av Ball 1918. Texananus hosanus ingår i släktet Texananus och familjen dvärgstritar. Inga underarter finns listade i Catalogue of Life.